# Vladímirovka (Kursk)
Vladímirovka (en rus: Владимировка) és un poble de l'óblast de Kursk, a Rússia, que en el cens del 2010 tenia un habitant. Pertany al districte de Kastórnoie.